# Пјане ди Моро (Асколи Пичено)
Пјане ди Моро (итал. Piane di Morro) насеље је у Италији у округу Асколи Пичено, региону Марке.
Према процени из 2011. у насељу је живело 1331 становника. Насеље се налази на надморској висини од 304 м.